# サザナミインコ
サザナミインコ（学名Bolborhynchus lineola）は、オウム目インコ科サザナミインコ属の鳥。
南米の山岳地帯に生息している。近年、静かなインコで色のバリエーションが増え注目されている飼い鳥である。
丸みを帯びた独特のフォルムと個性的な性格が魅力で、その不思議な行動や独特の間合いから、 飼育者の間で「不思議ちゃん」と形容されることも。

## 分布
南アメリカ、西パナマ、ベネズエラ、コロンビア、エクアドル、ペルー、ボリビア山岳地の涼しい森林地帯に生息する。

## 形態
体長は約15cm、体重は40-60g程度になる。品種改良によって色変わりが多数存在し、羽毛の色は原色のグリーンのほか、ダークグリーン、オリーブ、ブルー、コバルト、モーブ、ルチノー、クリームイノとなっている。

## 特徴
とても穏やかな性格で、ほかのインコと比べても攻撃性が低く、噛むことが少ないとされる。フルーツを好み水遊びが好きな鳥であるとされる。野生では、群れを作って生活する。水を多く摂取する性質があり、軟便（水っぽい便）である。いったん鳴き始めると、その鳴き声(仲間を呼ぶときの呼び鳴き)は意外と大きいので、静かなインコとされている分、意外な一面を持ち合わせている。前傾姿勢でいることが多い。足が器用で、飛ぶよりも歩くことを好む個体が多い。動作はスローで、仕草はコニュアに類似している。
飼育するときはペレットタイプの総合栄養食を与えるのが望ましいがペレットを水に浸して柔らかくしてから食べることを好む個体が多いので水の管理を厳しくする。
夏日などは水がペレットによって汚れ腐りやすくなるため1日に数回取り替えることもある。
穏やかで人を噛むことが少ないとされているが性格には個体差があり、荒っぽい性格で縄張り意識が強いような個体も一定数おり、ハードなケンカもしばしばある。

## 性別判断
外見からの判定は非常に難しい。(特に幼鳥時)
方法としては、尾羽で見分ける方法がある。(クリームイノとルチノーは対象外)
尾羽の真ん中の羽に黒色があるか、その量によって判断する。♂の場合は多く、無い場合や少ない場合は♀の可能性が高い。中には該当しない場合もある。

## 色変わり
ノーマル：グリーン

ルチノー：黄色の赤目が特長

クリームイノ（ターコイズイノ）：不完全な青色のターコイズがベースなので白色ではなくクリーム色の赤目。

ターコイズ：一般にブルーと呼ばれているがparblue(partial blue)で不完全な青色。

SLグレイウイング：シングルファクタとダブルファクタが有り、スパングルとも呼ばれているが、日本だけである。雌のダブルファクタは存在しない。

ダークファクタ：シングルファクタとダブルファクタが有る。ノーマルの場合、ダーク、オリーブと呼ばれ、ターコイズの場合、コバルト、モーブと呼ばれる。

バイオレットファクタ：シングルファクタとダブルファクタが有る。

## 飼育
寿命10年ほどであるが、中には15年生きる個体もある。個体差や栄養・運動・娯楽といった飼育環境など飼主に寄るところも大きい。
水浴びを好んで行う個体が多い。
成鳥の適正温度は28℃~15℃前後で、適正湿度は60%程度。寒さにはある程度耐性がある。また、暑さには弱い個体は多いので夏場はクーラーが必要。
幼鳥や老鳥や病鳥は、25~30度で保温したり加湿を徹底するなど成鳥より環境に気を配る必要がある。
鳴き声がモグモグして気にならないとされているが、呼び鳴きをする時などは甲高い警告音を発したりするので留意。
他のオウム目と同様に知能が高い。ケージのロックは、開けられないようにナスカンで留めるなど対策をする事。
マイペースな個体が多い。芸を覚える個体も居るが、その性質上他のオウム目と比べて芸を教えるのは大変である事が多い。
また、雄雌問わずおしゃべりが得意な傾向にある。
臆病な個体が多いが、慣らすと手乗りになる｡
指で優しく体を掻いてやると喜ぶ事が多いが、機嫌が悪い時は、触っただけで怒って噛んでくる個体が殆ど。
色の付いた筆毛が生えている時は迂闊にその部分を掻いてはならない。根元まで白くなっている筆毛はほぐしても問題ないが、色の付いた筆毛は成長中の筆毛であり血液や神経が通っており痛覚があるので、色の付いた筆毛を無理にほぐそうとすると嫌がって暴れる。最悪の場合、暴れた事によって大怪我に繋がる恐れがあるので、筆毛ほぐしは慎重に行う事。